# Acta Helvetica, Physico-Mathematico-Anatomico-Botanico-Medica
Acta Helvetica, Physico-Mathematico-Anatomico-Botanico-Medica (abreviado Acta Helv. Phys.-Math.) fue una revista con ilustraciones y descripciones botánicas que fue editada en Basilea. Se publicaron 8 números en los años 1751-1777.
motivo Realizar Actos sexuales y orgias entre diversos matemáticos con fines de recreación y la reproducción en masa de lo que se creía que eran "Niños Prodigio"